# Флаг Свердловского городского поселения
Флаг муниципального образования «Свердло́вское городское поселение» Всеволожского муниципального района Ленинградской области Российской Федерации — опознавательно-правовой знак, служащий официальным символом муниципального образования.
Флаг утверждён 15 ноября 2010 года и внесён в Государственный геральдический регистр Российской Федерации с присвоением регистрационного номера 6505.

## Описание
«Флаг муниципального образования „Свердловское городское поселение“ Всеволожского муниципального района Ленинградской области представляет собой прямоугольное полотнище с отношением ширины флага к длине — 2:3, воспроизводящее композицию герба муниципального образования „Свердловское городское поселение“ Всеволожского муниципального района Ленинградской области в белом, красном, синем и жёлтом цветах».
Геральдическое описание герба гласит: «В серебряном поле на волнистой пятикратно волнисто пересечённой лазурью (синим, голубым) и серебром оконечности — червлёная (красная) ладья с таким же парусом, обременённым серебряными подковой шипами вверх, сопровождаемая вверху звездой о восьми лучах, с развевающимся на червлёной мачте таким же вымпелом, золотыми щитами и вёслами поверх борта; поверх всего — червлёный правый боковик, обременённый золотой мурованной башней с двумя окнами одно над другим и тремя видимыми зубцами».

## Обоснование символики
Флаг составлен на основании герба муниципального образования, в соответствии с традициями и правилами геральдики и отражает исторические, культурные, социально-экономические, национальные и иные местные традиции.
Ладья — напоминание о заводе и населённом пункте посёлок Ермак (вошёл в 1980 году в состав посёлка имени Свердлова).
Жёлтая мурованная башня с двумя окнами одно над другим и тремя видимыми зубцами — напоминание о знаменитом замке Г. А. Потёмкина — Островки, построенном с использованием элементов готики.
Белая подкова, шипами вверх обращённая, сопровождаемая белой восьмилучевой звездой напоминание о кирпичном заводе «Подкова» (название объясняется гербом Спечинских), а также (наряду с положенными накрест ликторским пучком и стрелой) о былых владениях А. Н. Самойлова и Спечинского.
Красный боковик — напоминание о многочисленных кирпичных производствах в конце XIX — начале XX века, располагавшихся на правом берегу Невы.
Красный цвет — право, мужество, самоотверженность любовь, храбрость, неустрашимость. Символ труда, жизнеутверждающей силы, праздника, красоты, солнца и тепла. Напоминание о названии ряда бывших населённых пунктов — Красная звезда, Красная Заря, Халтуринец и названии поселения — Свердловское городское поселение.
Синий цвет (лазурь) — символ красоты, любви, мира и возвышенных устремлений.
Белый цвет (серебро) — чистота помыслов, искренность, правдивость, невинность, благородство, откровенность, непорочность, надежда.
Жёлтый цвет (золото) — постоянство, прочность, знатность, справедливость, верность, благодать, солнечный свет.